# سيرابيا

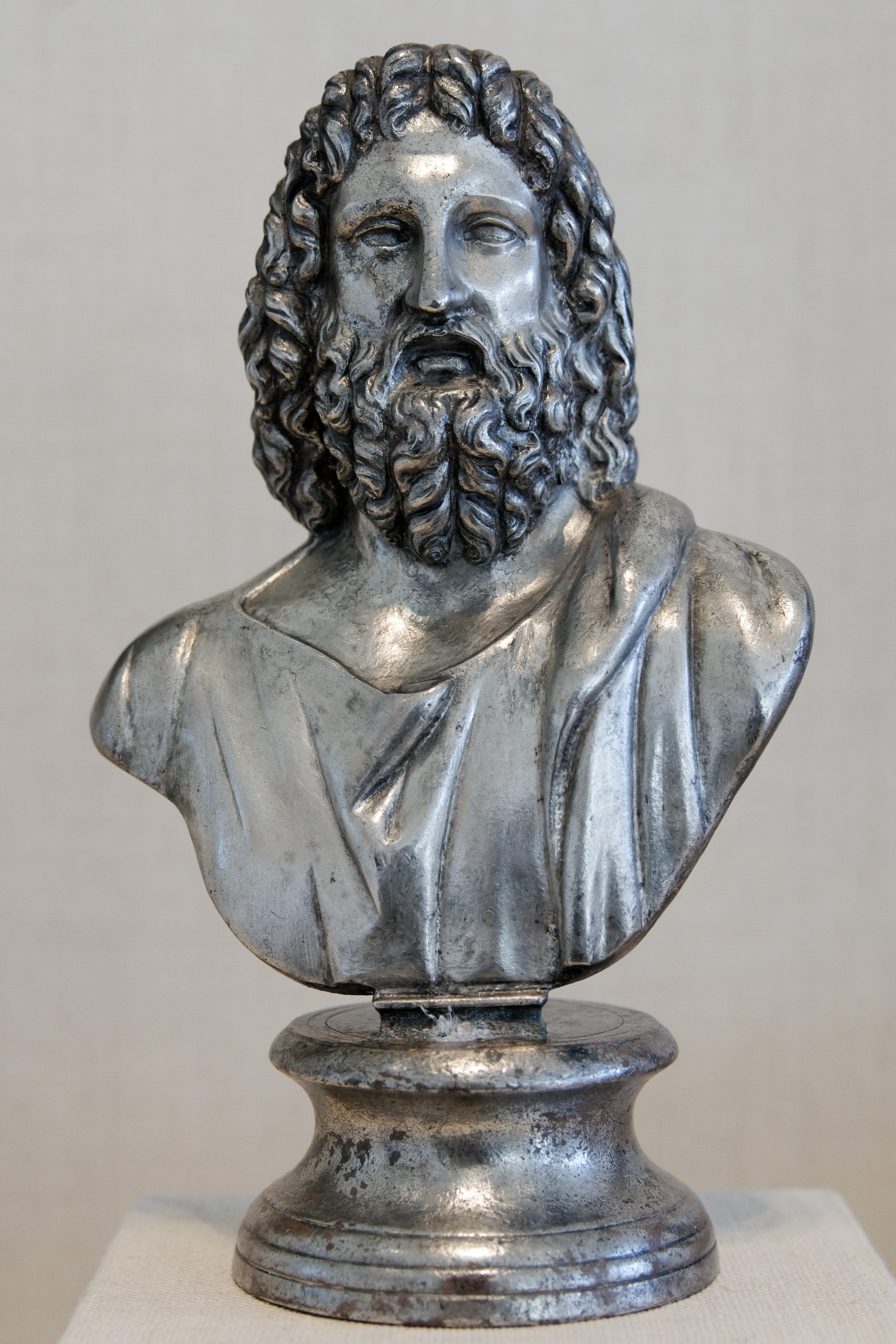
الإله اليوناني المصري سيرابيس.

كان سيرابيا احتفال ديني مكرسة للإله اليوناني المصري سيرابيس في 25 أبريل وكان ذلك اليوم بمثابة عجز أو طقوس لسيرابيس جنبًا إلى جنب مع إيزيس فاريا منارة الإسكندرية (فاروس)
تم دمج سيرابيس في عبادة الإمبراطورية في روما بسبب أهميته كإله لمدينة الإسكندرية
في أواخر عام 315. توثق أوراق البردي الاحتفال بسرابيا المصرية على طول نهر النيل حيث يسجل أحدهم المدفوعات لأولئك الذين يؤدون في الاحتفالات في أوكسيرينخوس بما في ذلك الراقصين والرياضيين ملثمين ويرتدي قناع أنوبيس لتلقي الهدايا من الناس على طول الطريق